# Іван Шишманов
Іван Димитров Шишманов (Шишманов, 4 липня 1862, Свіштов, Болгарія — 22 червня 1928, Осло, Норвегія) — болгарський літературознавець, етнограф, історик, філософ, освітньо-політичний діяч, дипломат, професор Софійського університету. Урядовець болгарського міністерства освіти, член Болгарської АН, дійсний член НТШ. Посол Болгарії в Українській Державі та Українській Народній Республіці (1918–1919). Ініціатор і засновник болгарсько-українських товариств. 
Чоловік старшої дочки Михайла Драгоманова Лідії. Батько Дімітра Шишманова.

## Життєпис
Походив з давнього роду болгарсько-македонського царя Шишмана.
Народився 22 червня 1862 року в Свіштові в сім'ї просвітників Шишманових. Навчався в Педагогічній школі у Відні (1876–1882). Далі вивчав філософію та літературу в Єні (1884) та Женеві (1885–1886). 1888 року закінчив докторат філософських наук у Лейпциґу під керівництвом професора Вільгельма Вундта.
28 грудня 1888 (9 січня 1889) року одружився із Лідією, донькою Михайла Драгоманова. 1889 року в них народився син Дмитро, в майбутньому літературознавець та драматург.
1888 році Іван Шишманов був одним із засновників Вищої школи (університету) Софії. З 1894 року — професор загальної літературної та культурологічної історії, а також порівняльної літературної історії. Був засновником і редактором «Збірник народних пісень, науки й літератури» (СбНУНК, 1889–1902), редактором журналу «Болгарський оглядач» (1893–1900). Член Болгарської академії наук.
Також був одним із засновників Державної рисувальної школи, що згодом стала Національною художньою академією (1896).
Був членом Народно-ліберальної партії і з 1903 року — міністром народної просвіти, але на початку 1907 року залишив свій пост через незгоду з діями уряду під час Університетської кризи. Як міністр освіти він відкрив школу для сліпих 1906 року, був ініціатором заснування Національного театру, музичного училища, Академії мистецтв, Музею етнографії, бібліотек тощо.
Іван Шишманов був повноважним представником Болгарії в Українській Народній Республіці під час правління Павла Скоропадського у 1918–1919 роках. Цар Фердинанд I відправив його до Києва через те, що Шишманов був одружений з українкою, дочкою Драгоманова.
Іван Дмитрович — засновник і перший президент Болгарського відділу Пан'європейського союзу. Пожертвував частину власної бібліотеки Македонському студентському товариству «Вардар». Член Македонського наукового інституту.
Помер в Осло 23 червня 1928 року в 65-річному віці.
1929 р. Лідія Шишманова подарувала «Семінару порівняльної літературної історії» особисту бібліотеку проф. Івана Шишманова.
Син Івана Шишманова, Димитр Шишманов, письменник і політик, страчений народним судом через свою роботу генерального секретаря Міністерства закордонних справ, а потім міністра закордонних справ.

## Творча спадщина
У своїх дослідженнях він використовував позитивістську методологію. Написав роботи у галузі фольклору та літератури національного відродження, а також порівняльні праці про європейську літературу XVIII століття та публіцистичні статті.
Писав праці з етнографії та літературознавства. Знавець української літератури, зокрема творчості Тараса Шевченка. Досліджував вплив Шевченкової поезії на болгарське відродження.
Розвідка «Роль України в болгарському відродженні. Вплив Шевченка на болгарських поетів передвизвольної доби» (1916).
Ініціатор і засновник Болгарсько-українського товариства (1920). Дійсний член НТШ.